# Internetanvändning i Sverige

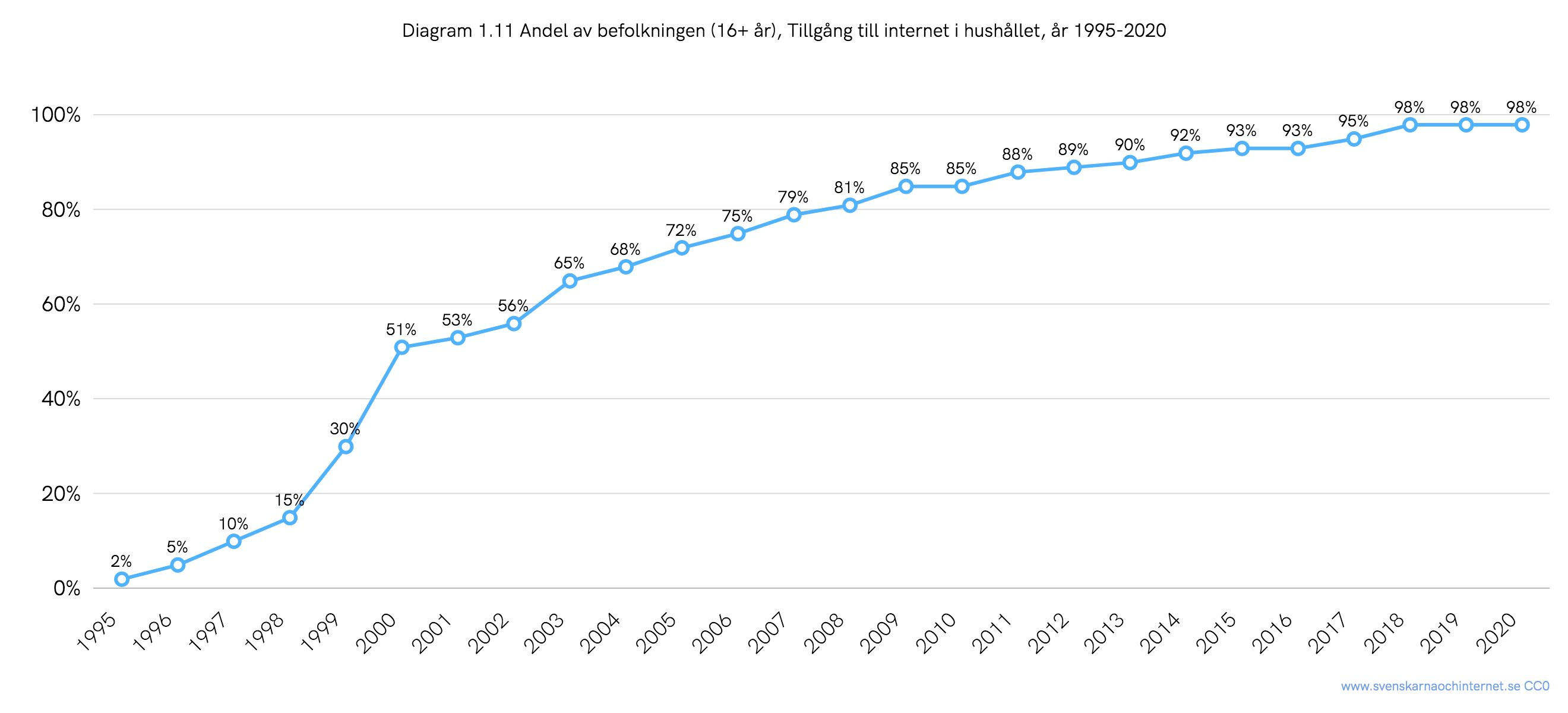
Andel av den svenska befolkningen (16+ år) som hade tillgång till internet i hushållet åren 1995–2020.

Internetanvändningen i Sverige har sedan mätningarna startade 1995 ökat kraftigt. År 1995 hade 2 procent av den svenska befolkningen tillgång till internet hemma och 2020 låg samma siffra på 98 procent. Något färre uppgav att de faktiskt använder internet: år 2022 låg internetanvändningen i Sverige på 94 procent bland personer över 16 år och bland dem använder 94 procent internet varje dag.

## Internettillgång
Tillgången till internet, bredband, dator och surfplatta i hemmet har ökat konstant sedan 1995. År 1995 hade 2 procent av den svenska befolkningen (över 12 år) tillgång till internet. Samtidigt fanns det datorer i 25 procent av alla svenska hem. Vid millennieskiftet gick ökningen snabbt och internet fanns i drygt hälften, 51 procent, av alla hem medan 62 procent hade dator hemma.
Andelen hushåll med dator har mer än trefaldigats på 20 år då 93 procent av svenskarna hade dator i hemmet år 2018 och 98 procent hade tillgång till internet. Det är alltså fler som har tillgång till internet hemma än vad det är som har datorer i hemmet, eftersom det inte längre behövs dator för att ansluta sig till internet. År 2011 hade 27 procent av Sveriges befolkning en smartmobil och sedan ökade användningen snabbt, år 2019 hade 92 procent av befolkningen smartmobil. Motsvarande resa för datorn tog dubbelt så lång tid, cirka 15 år. I slutet av 2010-talet började andelen av de som använde dator varje dag minska till förmån för daglig användning av smartmobil.
Internettillgången i Sverige är hög jämfört med andra länder. EU:s statistikmyndighet Eurostat genomförde 2017 en undersökning som visade att snittet i EU låg på 87 procent. En global undersökning från 2018 visade att ungefär hälften av världens befolkning använde internet.
Runt två tredjedelar (64 %) av svenskarna hade år 2019 minst en surfplatta i hemmet. År 2010 blev surfplattan årets julklapp och i början av 2011, när de första mätningarna om surfplattor gjordes, var det bara 5 procent av hushållen som hade en surfplatta. Ökningen gick sedan snabbt och år 2014 fanns det surfplattor i mer än hälften av alla hushåll.
År 2000 hade 3 procent tillgång till bredband i hemmet, 5 år senare låg samma siffra på 43 procent och 2017 hade 91 procent av svenskarna bredband i hemmet.

### Användning av internet

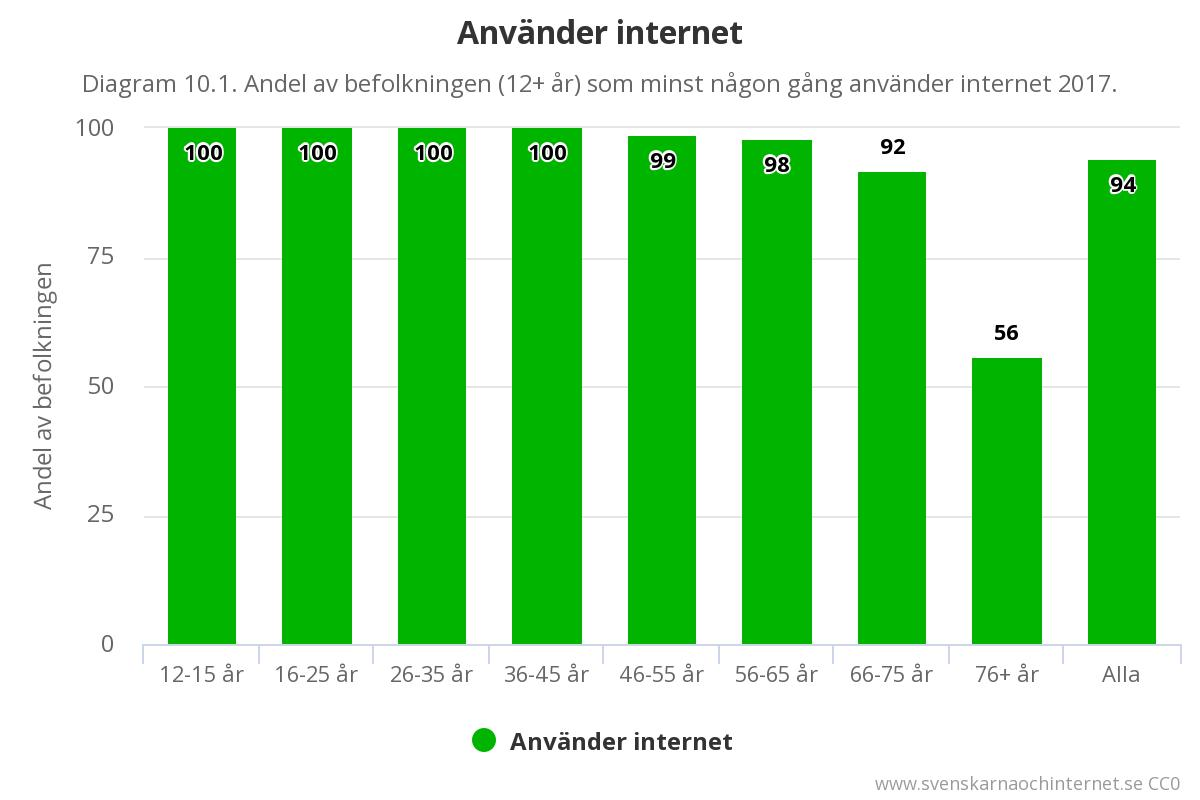
Andel av den svenska befolkningen (12+ år) som minst någon gång använde internet 2017.

Tillgång till internet betyder inte att man använder internet. År 2007 var det 24 procent av den svenska befolkningen som inte använde internet. Den siffran har sedan successivt minskat och 10 år senare, 2017, var det 6 procent som inte använde internet. Det är en siffra som sedan dess legat på ungefär samma nivå.
Främst är det äldre personer som inte använder internet. Bland de födda på 1950-talet och senare använde över 95 procent internet år 2021. Därefter gick internetanvändandet brant utför: 83 procent av 40-talisterna använde internet och bland de födda på 1920- och 30-talet använde 57 procent internet. Detta innebär att var femte pensionär inte använde internet år 2021. Andra grupper som i tidigare undersökningar har visat sig vara överrepresenterade bland de som använde internet sällan eller inte alls var de som bodde i landsbygd, hade lägre utbildning, lägre inkomst och var oftare kvinnor.
Lanseringen av Iphone och andra smartmobiler har gjort mycket för användningen av internet i Sverige. Jämfört med tiden före Iphones lansering år 2007 lägger svenskar fyra till fem gånger så mycket tid på internet år 2020.

## E-post
I Sverige var e-posten år 2019 den vanligaste kommunikationskanalen bland alla internetanvändare. 97 procent av alla internetanvändare använde e-post varav 69 procent använde det dagligen. Användandet av e-post 2007–2019 låg på ungefär samma nivå; år 2007 använde 93 procent av de svenska internetanvändarna e-post varav 59 procent som gjorde det dagligen.

## Informationssökning
Att söka information är en av de aktiviteter som svenska internetanvändare ägnar sig åt i hög utsträckning på internet. Så har det varit länge men trots detta syns en ökning med cirka 10 procentenheter mellan 2007 och 2017. 97 procent av internetanvändarna sökte år 2017 efter enkel information som tidtabeller, telefonnummer, adresser och tv-tablåer. Nästan lika många, 96 procent, sökte efter nyheter medan 87 procent sökte efter offentlig information från kommun och myndigheter. 85 procent som sökte efter information om hälsa och medicin.
44 procent av de svenska internetanvändarna ansåg att det mesta av informationen som de tog del av på internet var pålitlig. Drygt en tredjedel hade fått utbildning eller information i hur de skulle värdera information på internet. Skillnaden i åldersgrupperna var stor; bland de som var 16–25 år hade 75 procent som fått utbildning eller information medan bland de som gått i pension var det enbart 13 procent. De allra flesta som fått information om hur de skulle värdera information på nätet hade fått det i skolan.
År 2017 uppgav svenskarna att deras viktigaste informationskällor på internet var Google (57 %), Wikipedia (31 %) och Facebook (10 %). De främsta nyhetskällorna på internet var Aftonbladet (46 %) följt av Dagens Nyheter (21 %) och Sveriges Television (18 %).

## Barn och internet

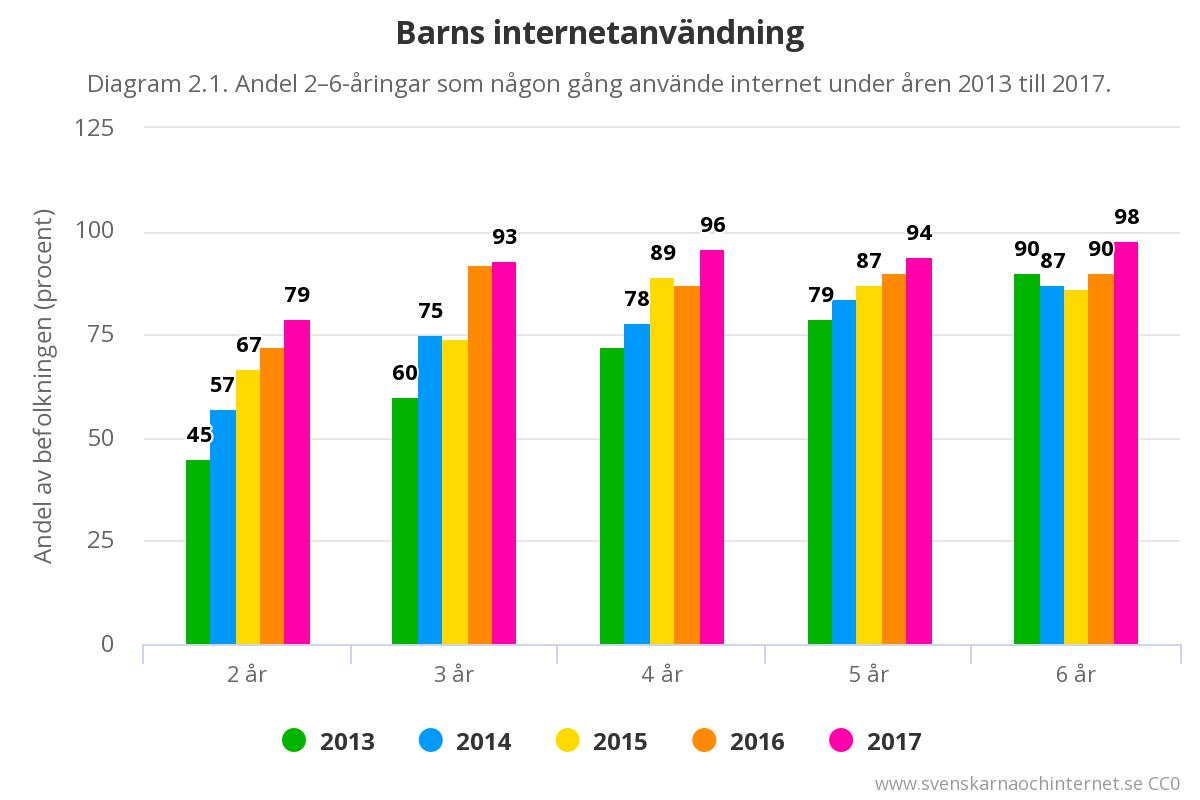
Andel svenska 2–6-åringar som någon gång använde internet under åren 2013 till 2017.

Barn (2–11 år) i Sverige använder internet i stor utsträckning och användandet har ökat. Vid två års ålder använde år 2017 en stor majoritet av barnen internet, framförallt för att titta på tv och video men även för att spela spel och använda läroappar. Bland de yngsta var surfplattor det vanligaste sättet att använda internet och med lånad mobiltelefon på andra plats.
I skolåldern var det 2017 vanligt att använda internet både för att söka information och som en del av skolarbetet. Vid nio års ålder använde en majoritet internet i skolarbetet. Nästan alla skolungdomar, över 98 procent, från sex års ålder använde år 2017 internet. Två tredjedelar av sex- och sjuåringarna (67 %) använde internet dagligen.
Undersökningar har visat att de största förändringarna i barns användande av internet mellan 2013 och 2017 skett bland de yngre barnen. Internetanvändningen startar allt längre ner i åldrarna och vid två års ålder hade fyra av fem (79 %) börjat använda internet år 2017. Över hälften av barnen som är tre år och äldre var då dagliga internetanvändare.

### Kränkningar på nätet
En undersökning från Internetstiftelsen år 2019 visade att bland barn i åldern 11–13 har nästan två av tio mellanstadiebarn utsatts för kränkningar på nätet, i åldern 14–16 var det nästan tre av tio av barn som utsatts för kränkningar och i åldern 17–19 uppgavs det att de lite oftare utsätts för kränkningar och hat på nätet än vad vuxna gör.

## Digitalt utanförskap

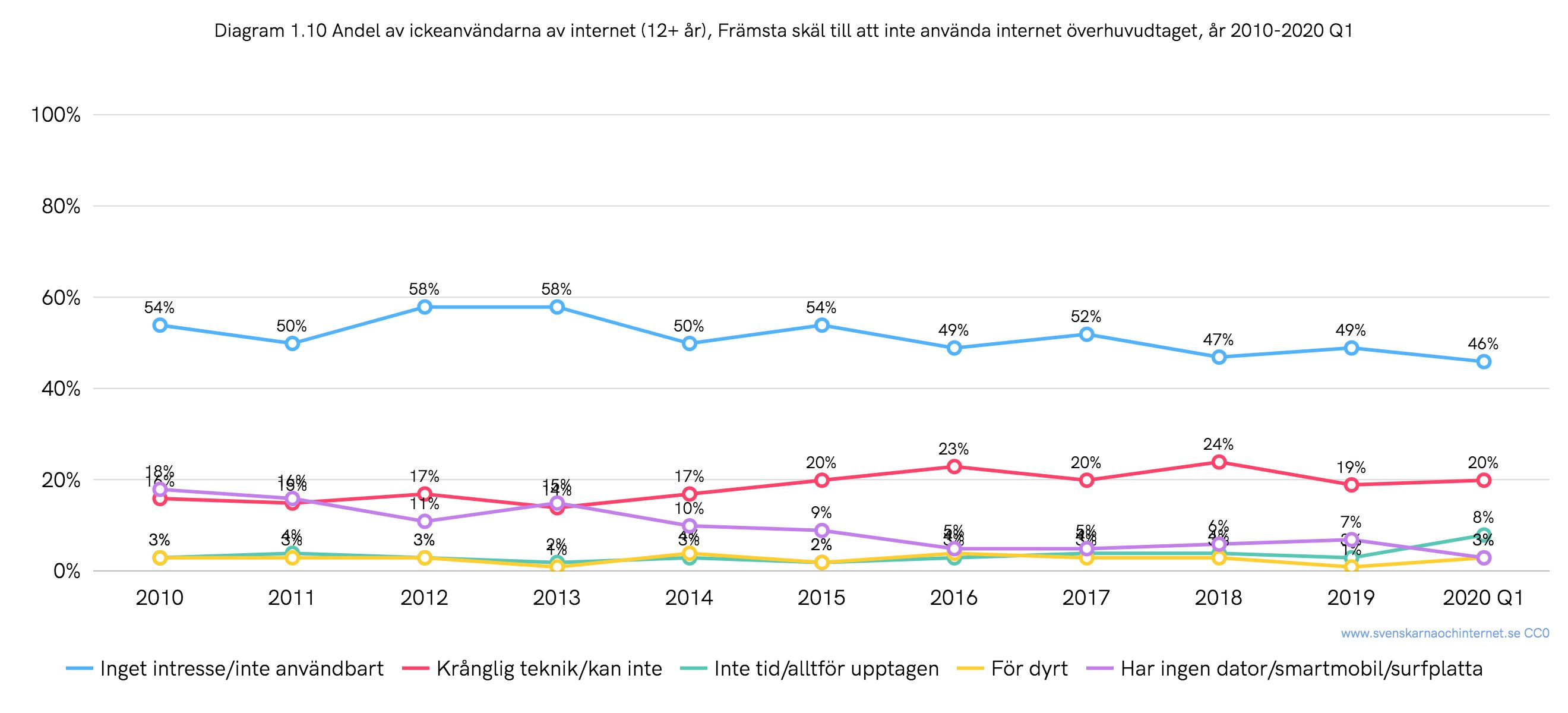
Främsta skäl till att inte använda internet som svenska icke-användare av internet uppgav 2020.

Bland de som inte använder internet och därmed lever i ett digitalt utanförskap i Sverige är många i den äldre generationen. En undersökning visade år 2020 att bland personer som är över 76 år använde 73 procent internet, år 2010 var det bara 23 procent som använde internet i samma åldersgrupp. Tre procent av de svarande i undersökningen använde aldrig internet och ytterligare tre gjorde det sällan. Internetstiftelsen uppskattade år 2020 att det handlade om färre än en miljon svenskar som inte använde internet.
Även bland de som använde internet så fanns år 2020 ett behov av hjälp med digitala sysslor. Sett till utbildningsnivå var klyftan stor mellan låg- och högutbildade, exempelvis behövde 45 procent av de med enbart grundskoleutbildning hjälp med mobilt bank-id i jämförelse med 11 procent av de högskoleutbildade. Bland befolkningen i stort behövde 17 procent hjälp med att installera mobilt bank-id, vilket är en förutsättning för att kunna ta del av många av samhällets e-tjänster.
Forskning från Karolinska Institutet visar att äldre personer, och särskilt de med kognitiva nedsättningar, riskerar att genom digitalt utanförskap helt isoleras från sociala sammanhang och sin rätt till delaktighet i samhället med stora negativa konsekvenser som följd.

## Sociala medier
Mellan 2010 och 2020 ökade användningen av sociala medier från 53 procent till 89 procent. Jämfört med övriga Europa är det vanligt att använda sociala medier i Sverige. I en undersökning från 2017  är det 73% av barnen i åldersgruppen 9–14 som använder sig av sociala medier så som Facebook, bloggar och olika videotjänster. Enligt en sammanställning av Eurostat använde i genomsnitt 56 procent av EU-medborgarna sociala medier år 2018. Högst var användningen bland danskarna, medan svenskarna hamnade på en delad tredjeplats. Bland svenskarna så var Facebook (81 %) det sociala nätverk som allra flest använde 2020. Det följdes av Instagram (71 %) och Snapchat (42 %). En undersökning från 2018 visade att Facebook är den största social plattformen även globalt sett.